# دارسالام (سولنزو)

دارسالام شهری در شهرستان سولنزو در استان بانوا در بورکینافاسوی غربی است و جمعیت آن ۳,۱۱۴ نفر است.